# Catherine Klein
Catherine Klein, née en 1959, est un auteur français. Elle vit à Paris. Libraire spécialisée en littérature, elle s'adonne désormais à l'écriture à plein temps.

## Œuvres
- Le Journal de la tueuse, Zulma, 1997
- L'Écorchée, Zulma, 1999
- Une force de la nature, Stock, 2001
- Sa fille, Bernard Pascuito, 2007
- Vivre avec la sclérose en plaques, L'Harmattan, 2018

La Création du monde 
Récits et poèmes Flammarion